# All for the Beatles
All for the Beatles ist ein Rock-’n’-Roll-Song aus dem Jahr 1964, den Harry Nilsson zusammen mit John Marascalco geschrieben hat. Mit dem alternativen Titel Stand Up and Holler erschien das Stück unter Nilssons Pseudonym „Foto-Fi Four“ auf Single und wurde zusammen mit einem synchronen 8-mm-Videofilm der in Amerika eintreffenden Beatles vertrieben. Das Stück lehnt sich rhythmisch an Not Fade Away, einem Buddy-Holly-Cover der Rolling Stones, und damit an Bo Diddleys selbstbetitelten Song Bo Diddley an. Eine Coverversion erschien als All for the Beatles (Stand Up and Holler) von den Originals. Das Stück, welches die spätere enge Freundschaft und Zusammenarbeit Nilssons mit den Beatles vorwegnahm, verfehlte jeden kommerziellen Erfolg, die Single entwickelte sich aber zu einem begehrten Sammlerobjekt.

## Entstehung
Im Februar 1964 kamen die Beatles erstmals in die Vereinigten Staaten, um bei einem Auftritt in der Ed Sullivan Show und zwei Konzerten in der Carnegie Hall und dem Washington Coliseum ihre für den August des Jahres geplante Amerika-Tournee zu bewerben. Die Ankunft am Flughafen, diverse Pressetermine und die Auftritte wurden gefilmt. Bereits 1962 hatte der junge Harry Nilsson bei einer Demo-Session für Scott Turner mehrere Songs des Songwriters John Marascalco eingespielt und 1963 mit diesem einige Stücke geschrieben, mit denen die ersten Single-Veröffentlichungen unter Nilssons Pseudonym Bo-Pete bestückt wurden. Nilsson und Marascalco nutzten den Start der August-Tour der Beatles, um mit einer eigenen Komposition auf den Beatlemania-Zug aufzuspringen. Das Studio, das genaue Datum und die eingesetzte Band der Aufnahme sind unbekannt. Der vierstimmige Hauptgesang wurde komplett von Nilsson in mehreren Spuren eingesungen. Dazu wurde in einer weiteren Spur das Beatlemania-ähnliche Kreischen einer Background-Gruppe eingespielt, in der der Nilsson-Biograf Alyn Shipton mit den Beach-Girls die gleiche Girl-Group vermutet, die bereits die Bo-Pete-Aufnahme Baa Baa Blacksheep unterstützt hatte.

## Musikalischer Aufbau
All for the Beatles (Stand Up and Holler) ist bezüglich des Aufbaus ein reiner 12-taktiger Blues, dessen Schema sich fünf Mal wiederholt. Als Intro finden sich zwei Takte der Tonika in E-Dur, als Outro ein mehrtaktiges Gitarrensolo auf der Tonika bis zum Fadeout. Die ersten und letzten beiden 12-Takt-Figuren sind jeweils in Strophe und Refrain unterteilt, wobei die ersten acht Takte auf Tonika und Subdominante die Strophe, die vier folgenden Takte auf Dominante, Subdominante und Tonika den Refrain bilden. Während Nilsson die Strophen einstimmig darbietet, präsentiert er im Refrain einen vierstimmigen Satz, den er mittels Overdub-Technik aufgenommen hat. Auf dem mittleren der fünf Bluesschemata soliert die elektrische Gitarre.

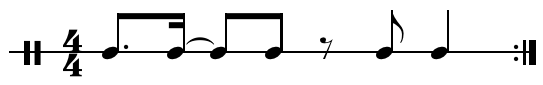
Der Bo-Diddley-Beat

Ein auffallendes Element ist der Bo-Diddley-Beat, der dem gesamten Song unterlegt ist. Diese eintaktige, rhythmische Figur war zur Entstehungszeit von All for the Beatles gerade durch die amerikanische Debütsingle der Rolling Stones Not Fade Away, einem Cover des Buddy-Holly-Klassikers, im Radio präsent. Der Beat war bereits 1955 von Bo Diddley in dessen selbstbetitelten Song Bo Diddley eingeführt worden und kam seitdem vielfach in dessen Folgeaufnahmen zum Einsatz.

## Veröffentlichung
Marascalco übernahm die Komposition auf seinen eigenen BMI-Musikverlag Robin Hood Music unter dem Titel All for the Beatles. Ein Eintrag des Copyrights bei der Library of Congress ist nicht zu finden. Der Singlehülle bei der Veröffentlichung unter dem alternativen Titel Stand Up and Holler war ein in Folie eingeschweißter 8-mm-Film angeheftet, der Ausschnitte aus den Februar-Filmszenen der Beatles zeigt. Einer Anleitung auf der Single und der Hülle zufolge lassen sich Song und Film synchron miteinander abspielen. Marascalco kreierte für die Ausgabe mit Foto-Fi Records ein eigenes Plattenlabel, welches nur diese einzelne Single unter der Nummer 107 hervorbrachte. Nilsson bekam als Interpret das neue Pseudonym „Foto-Fi Four“. Die B-Seite enthielt die gleiche Aufnahme, allerdings ohne die Background-Rufe der Beach-Girls.

## Coverversionen

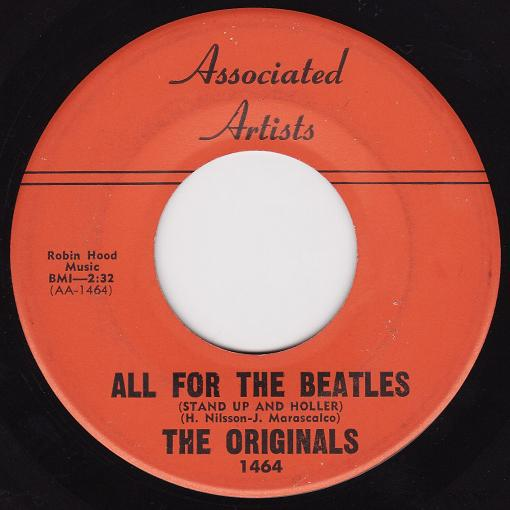
The Originals auf Associated Artists 1464

The Originals nahmen im gleichen Jahr das Stück für das Label Associated Artists auf. Dazu wurde der Titel in der Form All for the Beatles (Stand Up and Holler) verwendet. Unter der Nummer 1464 erschien das Stück mit Will You Come Back My Love? auf der B-Seite.
Marascalco adaptierte 1965 Rhythmik und Melodie von All for the Beatles für den Song Mary Mary der von ihm produzierten Band The Electras. Dem Stück wurde ein neuer Text und eine Bridge hinzugefügt. Bei der Veröffentlichung auf Marascalcos eigenen Labels Lola Records und Ruby-Doo Records wurden statt Nilsson und Marascalco die Electras-Mitglieder Gary Pipkin, Chester Pipkin und Brice Coefield als Autoren angegeben.

## Bedeutung, Kritik und Erfolg
Alyn Shipton hält es für eine Ironie, dass sich All for the Beatles der Beatlemania über die Adaption eines Rolling-Stones-Hits nähert: „Die schamlose Anleihe war kalkuliert, um jedem, der sie hörte, die British Invasion ins Gedächtnis zu rufen.“ Zwar sänge Nilsson die Strophen in „amerikanisierter Annäherung an John Lennon“, das durchdringende zentrale Gitarrensolo entspräche aber direkt jenem Keith Richards. Shipton hält den Song allerdings für das erste echte Beispiel von Nilssons Vorliebe für die im Lauf seiner Karriere perfektionierte Overdub-Technik, mit welcher er der Close harmony der Beatles nacheiferte.
Weder das Original noch die Coverversion konnte sich in den Charts platzieren. Shipton urteilt, der Song sei „für sich alleine nicht sonderlich bemerkenswert, aber ein Vorbote für Nilssons folgender Liebe für alle die Beatles betreffenden Dinge“. Inzwischen ist die Single mit Film ein seltenes Sammlerobjekt, für das 2006 Preise ab 200 Dollar geboten wurden. Der Filmemacher John Scheinfeld setzte den Song 2006 in seiner Dokumentation Who Is Harry Nilsson (And Why Is Everybody Talkin’ About Him)? bei der erstmaligen Erwähnung der Beatles ein.